# Александар Ростковски
Александар Аркадијевич Ростковски (рус. Александр Аркадьевич Ростковский; 18. октобар 1860. Одеса – 8. август 1903. Битола), био је руски дипломат и конзул у Битољу (тада Османско царство) од 1895. до 1903. Убијен је од турске страже (Халим) за време илинденског устанка на улазу у град Битољ.

## Биографија
Дипломатску кариеру је започео као подсекретар у Кнежевини Бугарској и касније напредовао у секретара и драгомана руског генералног конзулства у Јерусалиму, Јањини и Бејруту (сви градови су тада били део Османског царства). После је наставио кариеру као подсекретар у Софији (1884-1885), вицеконзул у Бриндизију (1894-1895), вицеконзул у Битољу (1895) и једно време замењивао је руског конзула у Скопју (1899-1901). Од наредне године остао је у граду Битољ као конзул. Погребен је у Солуну 9. августа 1903.
Убиство и осуда
Ујутро 8. августа 1903. руски конзул је кренуо кочијом од летње резиденције код буковског манастира у град Битољ. У време убиства, конзул Ростковски био је у друштву кочијаша и македонског филолога Крсте Петков Мисиркова. Крсте Мисирков је као сведок атентата дао извештај српском конзулу у Битољу - Михаилу Ристићу. Српски конзул је извештај о атентату послао у Београд српској влади. Према њему, турски стражар није поштовао страног дипломату, након упозорења конзула Ростковског турски аскер је два пута пуцао према конзулу (у стомак и главу).
Након притиска Руске Империје на Цариград, за убиство био је осуђен битољски валија Али-Риза паша, који је био осуђен на егзил у Либију (тада територија Османског царства). Султан Абдул Хамид II је телеграфски сменио Али Ризу пашу, којег је наследио Хусеин Хилим паша.
Данас се на месту атентата налази крст, први пут је постављен 1936. од грађана Битоља, касније рушен за време комунизма (СФРЈ) и опет постављен од Македоније 2003.

## Галерија
- Погреб у Солуну (9. август 1903.
- Крст на месту атентата (тада Железнички булевар, данас бул. Македонске фаланге)
- Манастир Буково
- Спомен соба у конаку манастира Буково